# Алексий (Новосёлов)
Епископ Алексий (в миру Александр Александрович Новосёлов; 17 ноября 1813, Тверская губерния — 26 февраля 1880, Москва) — епископ Русской православной церкви, епископ Екатеринославский и Таганрогский.

## Биография
Родился 17 ноября 1813 года в семье диакона Тверской епархии.
С 1829 по 1837 год учился в Тверской духовной семинарии.
В 1841 году окончил курс Киевской духовной академии и 27 августа назначен учителем Полтавской духовной семинарии.
18 декабря 1842 года ему присвоена степень магистра богословия.
30 сентября 1846 года переведен преподавателем в Тверскую духовную семинарию.
25 апреля 1848 года принял монашество и 4 июля рукоположён во иеромонаха.
С 22 апреля 1849 года — инспектор Подольской духовной семинарии.
9 августа 1853 года возведён в сан архимандрита.
29 октября 1856 года назначен ректором Подольской духовной семинарии и настоятелем Каменецкого Свято-Троицкого первоклассного монастыря.
В 1858—1860 годах — настоятель Благовещенского монастыря в Муроме.
С 10 мая 1860 года — ректор Владимирской духовной семинарии.
17 января 1867 года получил назначение на Томскую кафедру. 12 марта 1867 года хиротонисан во епископа Томского.
В Томске обратил внимание на развалины рухнувшего в 1850 году Троицкого собора и пришёл к томскому губернатору с просьбой помочь в деле сбора пожертвований на восстановление храма.
Добился того, чтобы жалованье преподавателей семинарии и духовных училищ Томской епархии было значительно увеличено.
С 21 августа 1868 года — епископ Екатеринославский и Таганрогский.
23 июня 1871 года, по болезни, уволен от управления епархией и назначен членом Московской синодальной конторы.
Скончался 26 февраля 1880 года в Донском монастыре. Погребён в приделе во имя преподобного Сергия в Малом соборе Донского монастыря.